# Kwaysser István
Kwaysser István (Tiszabura, 1915. szeptember 4. – Kecskemét, 1982. március 24.) magyar szőlész, főiskolai tanár.

## Életpályája
Tiszaburán született 1915. szeptember 4-én. Középiskolai tanulmányait a miskolci reálgimnáziumban végezte, okleveles gazda képesítését 1937-ben kapta meg. Az egri érsekség gazdasága kertészetében kezdett dolgozni. 1941-1942-ben elvégezte a Felsőbb Szőlő- és Borgazdasági Tanfolyamot. 1949-től az Állami Faiskola, majd 1951-től a Szőlészeti Kutató Intézet alkalmazottja volt. 1958-tól Kecskemét Miklós telepi Kutatóállomáson szőlőnemesítési feladatokat kapott és növényvédelmi kutatást folytatott. 1961-től óraadóként, majd 1963-tól tanszékvezető tanárként oktatta a szőlőtermesztést a kecskeméti Mezőgazdasági Felsőfokú Technikumban. 1978-ban vonult nyugdíjba.
Kecskeméten hunyt el 67 évesen, 1982. március 24-én.

## Munkássága
Kurucz Andrással közösen 4 új szőlőfajtát nemesített: Ezerfürtű (1973), Jubileum 75 (1974), Karmin (1977) és Kurucvér.
A Kertészeti Egyetem Entz Ferenc-emlékéremmel tüntette ki.